# Garegin Njdeh Hraparak
Garegin Njdeh Hraparak (Armeens: Գարեգին Նժդեհի Հրապարակ) is een metrostation in de Armeense hoofdstad Jerevan dat oorspronkelijk geopend werd onder de naam Spandaryan Hraparak.
Garegin Njdeh Hraparak is een van de metrostations op Lijn 1 van de metro van Jerevan. Het station werd geopend op 4 januari 1987 en behoorde tot de derde uitbreiding van de metrolijn. Het was het laatste metrostation dat gebouwd werd tijdens het Sovjettijdperk.
Het metrostation Spandaryan Hraparak kreeg na de onafhankelijkheid van Armenië, in 1992 een naamsverandering ter nagedachtenis aan de Armeense held en onafhankelijkheidsstrijder Garegin Njdeh (1886-1955). Het station ligt op het gelijknamige plein in het centrum van het district Shengavit.

## Fotogalerij

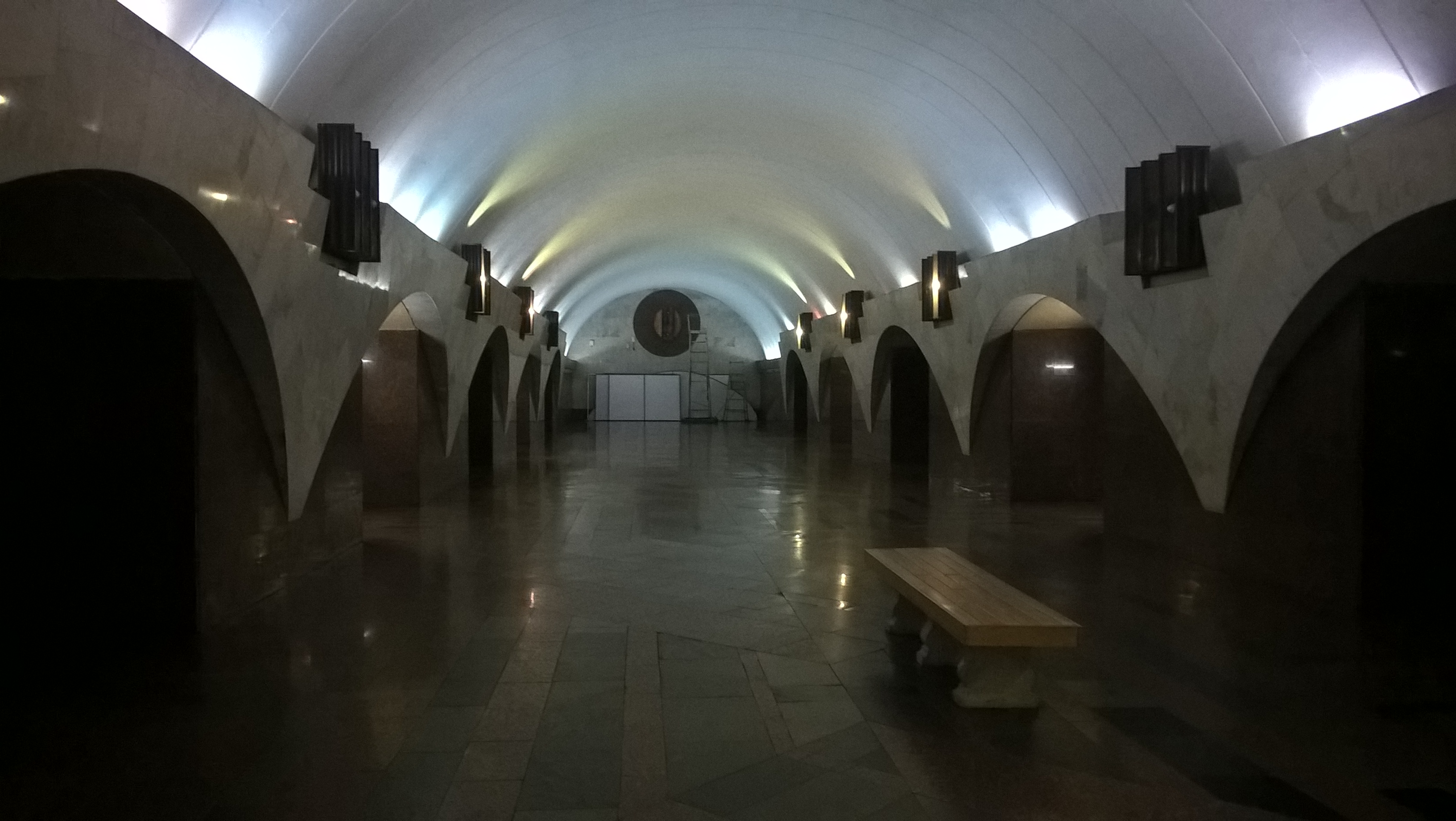
Binnenzicht
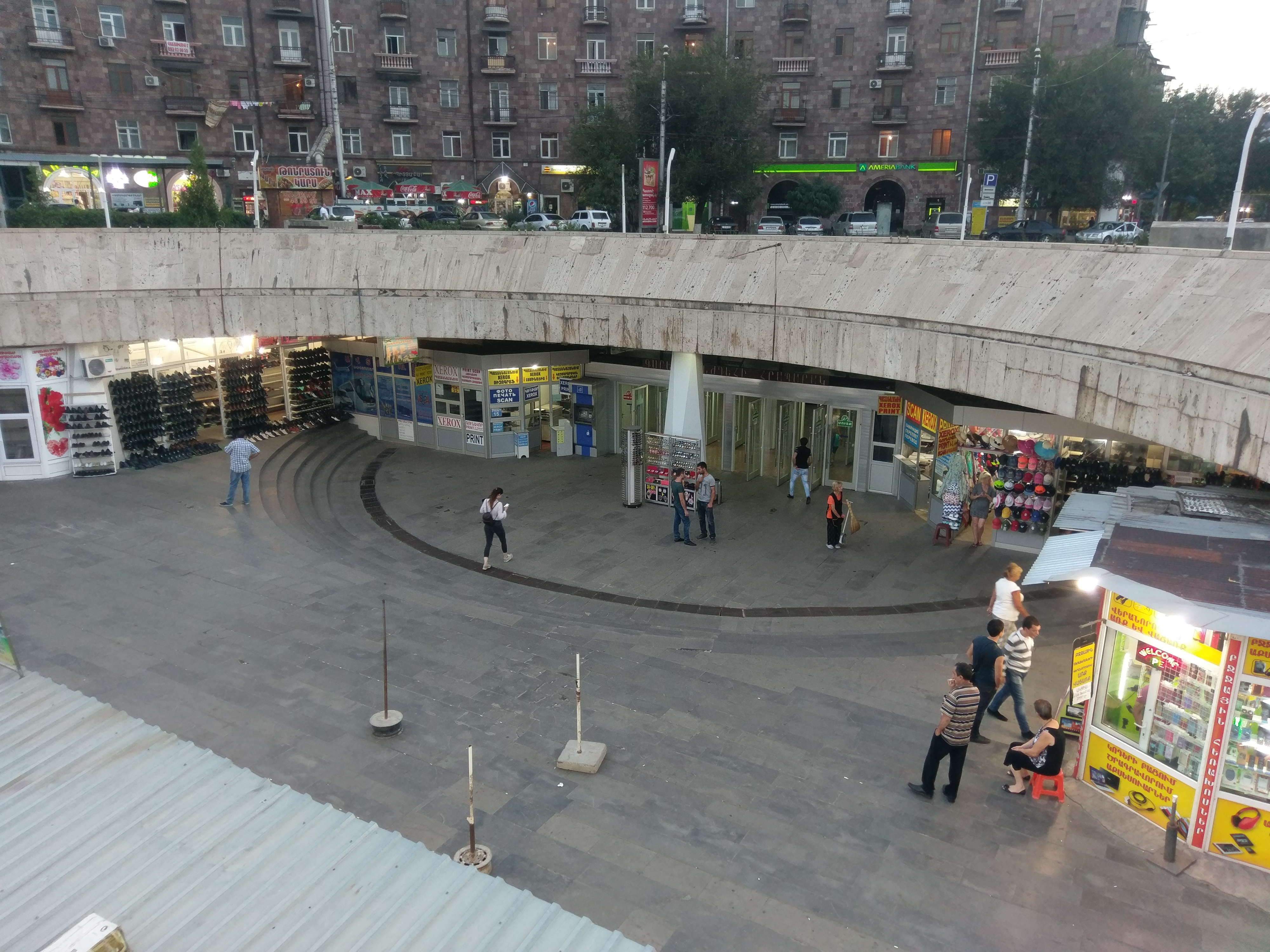
Open centrale hal
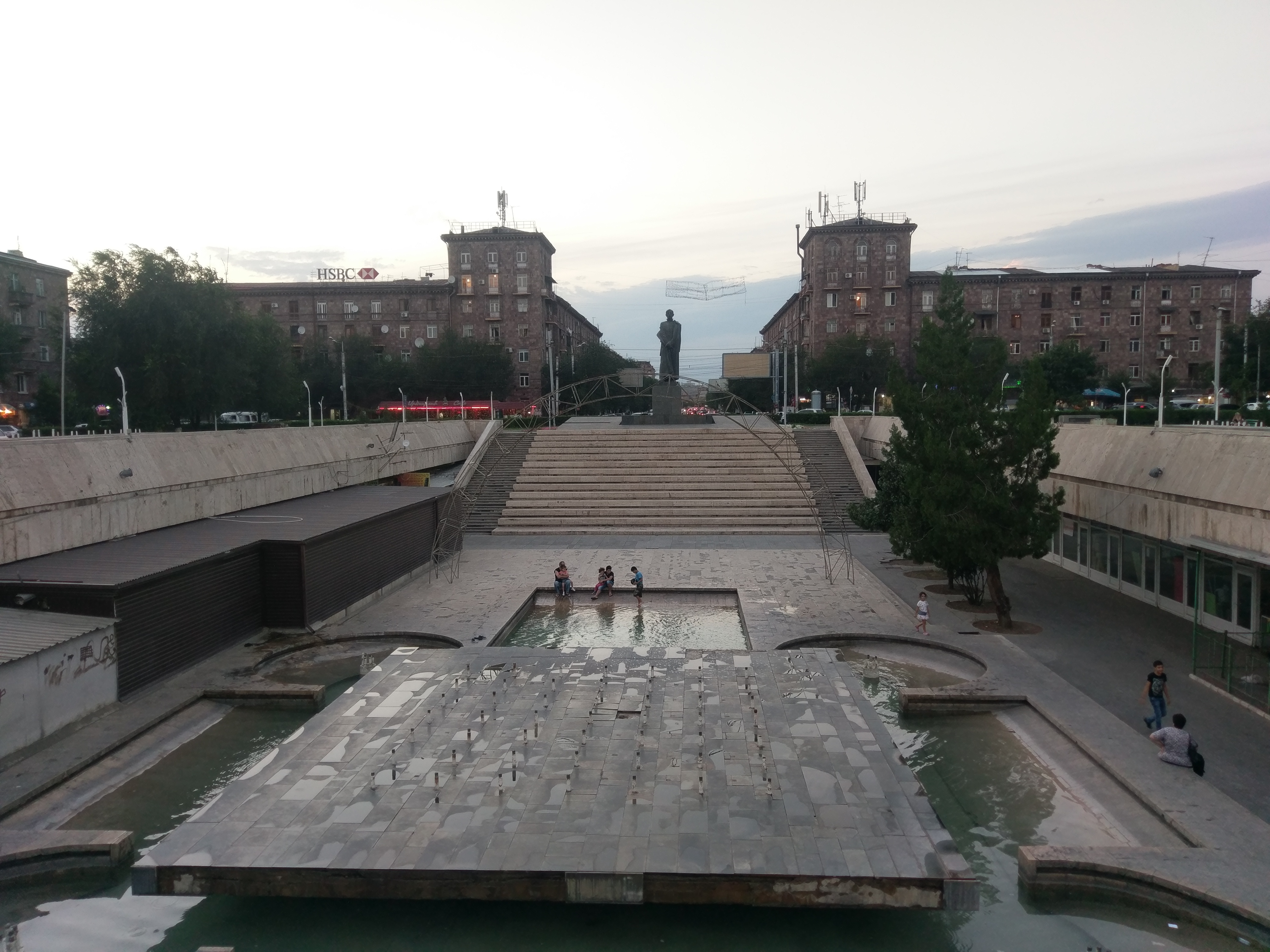
Ingang